# Facundo Pereyra
Facundo Abel Pereyra (Zárate, Argentina, 3 de septiembre de 1987) es un futbolista que juega como centrocampista en Defensores de Belgrano, de la segunda división argentina.

## Trayectoria
Debuta en Estudiantes en el año 2006. En el año 2009 tuvo un paso fugaz por Palestino. Tras no tener tanto éxito en el club Chileno se integra nuevamente al plantel de Estudiantes.
A principios del año 2011 es llevado a Godoy Cruz y tras no pasar la prueba futbolística es fichado por Audax Italiano. Luego de su contratación, cumple una regular actuación en el Apertura 2011, donde cerca del final, comienza a tener la titularidad. En el Clausura 2011 se transforma en una de las figuras del equipo, donde llegó a cuartos de final con su equipo y con 15 goles.
A principios de 2012 es fichado por San Luis de México.
En la segunda mitad del 2012, vuelve a la Argentina incorporándose a Gimnasia y Esgrima La Plata a préstamo por una temporada. Logró el ascenso a la Primera División de Argentina con Gimnasia y Esgrima La Plata, siendo una de las figuras del equipo y del campeonato, mismo campeonato en donde uso la camiseta número 10 y jugó muchos partidos de titulares, marcando 16 goles en 34 partidos. Una vez terminado su préstamo, renovó por otra temporada más para jugar en la Primera División.
Su debut oficial en la primera división se produjo en la primera fecha del Torneo Inicial 2013, el 4 de agosto de 2013, en un partido que Gimnasia le ganó a River 1 a 0, cortando una racha de más de 7 años sin victorias del "Lobo" sobre River.
Luego de no renovar su vínculo con Gimnasia y Esgrima La Plata y después de dos buenas temporadas, con 23 goles y un ascenso incluido, es fichado por el PAOK Salónica FC de la Super Liga de Grecia. En 2015 pasó a préstamo a FK Qäbälä de Azerbaiyán.
En 2016 ficha para Racing Club con motivo de armar un equipo competitivo ya que afrontara Copa Libertadores 2016 el campeonato local y a Copa Argentina.
El 9 de enero de 2018 se confirmó su vuelta a Gimnasia y Esgrima La Plata
En este 2021 luego de volver de India su nuevo equipo será Estudiantes ese club que lo vio nacer.

## Clubes
| Club                        | País       | Año       | Partidos | Goles |
| --------------------------- | ---------- | --------- | -------- | ----- |
| Estudiantes de Caseros      | Argentina  | 2006-2008 | 100      | 19    |
| C. D. Palestino             | Chile      | 2009      | 5        | 1     |
| Estudiantes de Caseros      | Argentina  | 2010      | 21       | 5     |
| Audax Italiano              | Chile      | 2011      | 34       | 15    |
| San Luis F. C.              | México     | 2012      | 14       | 3     |
| Gimnasia y Esgrima La Plata | Argentina  | 2012-2014 | 67       | 25    |
| PAOK de Salónica F. C.      | Grecia     | 2014-2015 | 36       | 12    |
| → F. K. Qäbälä (cedido)     | Azerbaiyán | 2015      | 11       | 4     |
| → Racing Club (cedido)      | Argentina  | 2016      | 19       | 2     |
| PAOK de Salónica F. C.      | Grecia     | 2016-2017 | 32       | 8     |
| → C. A. Colón (cedido)      | Argentina  | 2017      | 16       | 3     |
| → Necaxa (cedido)           | México     | 2017      | 7        | 0     |
| Gimnasia y Esgrima La Plata | Argentina  | 2018      | 5        | 1     |
| Apollon Limassol            | Chipre     | 2018-2020 | 59       | 17    |
| Kerala Blasters             | India      | 2020-2021 | 12       | 0     |
| Estudiantes de Caseros      | Argentina  | 2021-2022 | 44       | 9     |
| Aldosivi                    | Argentina  | 2023-     |          |       |

### Estadísticas
| \| Gol Nro \| Fecha \| Oponente \| Competición \| Fecha Nro \| Resultado parcial \| Resultado final \| \| ------- \| -------- \| --------------------- \| ---------------------- \| ---------------- \| ----------------- \| --------------- \| \| 1 \| 12/08/12 \| Boca Unidos \| B Nacional 2012/13 \| 1 \| 2-0 \| 2-0 \| \| 2 \| 19/08/12 \| Huracán \| B Nacional 2012/13 \| 2 \| 4-2 \| 4-2 \| \| 3 \| 10/09/12 \| Olimpo \| B Nacional 2012/13 \| 5 \| 1-1 \| 1-1 \| \| 4 \| 22/10/12 \| Crucero del Norte \| B Nacional 2012/13 \| 11 \| 1-0 \| 5-0 \| \| 5 \| 22/10/12 \| Crucero del Norte (2) \| B Nacional 2012/13 \| 11 \| 3-0 \| 5-0 \| \| 6 \| 22/10/12 \| Crucero del Norte (3) \| B Nacional 2012/13 \| 11 \| 4-0 \| 5-0 \| \| 7 \| 26/10/12 \| Ferro Carril Oeste \| B Nacional 2012/13 \| 12 \| 1-0 \| 1-0 \| \| 8 \| 26/01/13 \| Douglas Haig \| Copa Argentina 2012/13 \| Etapa preliminar \| 1-0 \| 3-0 \| \| 9 \| 11/02/13 \| Boca Unidos (2) \| B Nacional 2012/13 \| 20 \| 1-0 \| 1-0 \| \| 10 \| 02/03/13 \| Nueva Chicago \| B Nacional 2012/13 \| 23 \| 2-0 \| 4-0 \| \| 11 \| 02/03/13 \| Nueva Chicago (2) \| B Nacional 2012/13 \| 23 \| 4-0 \| 4-0 \| \| 12 \| 29/03/13 \| Independiente Mza \| B Nacional 2012/13 \| 27 \| 2-0 \| 3-0 \| \| 13 \| 13/04/13 \| Douglas Haig (2) \| B Nacional 2012/13 \| 29 \| 3-1 \| 3-1 \| \| 14 \| 21/04/13 \| Crucero del Norte (4) \| B Nacional 2012/13 \| 30 \| 1-1 \| 1-1 \| \| 15 \| 28/05/13 \| Instituto \| B Nacional 2012/13 \| 35 \| 1-0 \| 2-0 \| \| 16 \| 15/06/13 \| Sarmiento (J) \| B Nacional 2012/13 \| 38 \| 1-0 \| 3-0 \| \| 17 \| 07/09/13 \| Atlético Rafaela \| Torneo Inicial 2013 \| 6 \| 1-2 \| 1-2 \| \| 18 \| 20/10/13 \| Olimpo (2) \| Torneo Inicial 2013 \| 12 \| 2-2 \| 2-2 \| \| 19 \| 25/10/13 \| Arsenal \| Torneo Inicial 2013 \| 13 \| 1-1 \| 1-1 \| \| 20 \| 02/11/13 \| Racing \| Torneo Inicial 2013 \| 14 \| 1-2 \| 1-3 \| \| 21 \| 01/12/13 \| Quilmes \| Torneo Inicial 2013 \| 18 \| 1-0 \| 3-2 \| \| 22 \| 01/12/13 \| Quilmes (2) \| Torneo Inicial 2013 \| 18 \| 2-1 \| 3-2 \| \| 23 \| 16/02/14 \| Newell`s \| Torneo Final 2014 \| 2 \| 3-0 \| 3-0 \| \| 24 \| 28/02/14 \| Godoy Cruz \| Torneo Final 2014 \| 5 \| 2-0 \| 2-0 \| \| 25 \| 26/04/14 \| Argentinos Jrs \| Torneo Final 2014 \| 16 \| 2-0 \| 2-0 \| \| 26 \| 26/02/18 \| San Lorenzo \| Superliga 2017/18 \| 17 \| 1-0 \| 1-0 \| |          |                       |                        |                  |                   |                 |
| Gol Nro | Fecha    | Oponente              | Competición            | Fecha Nro        | Resultado parcial | Resultado final |
| 1 | 12/08/12 | Boca Unidos           | B Nacional 2012/13     | 1                | 2-0               | 2-0             |
| 2 | 19/08/12 | Huracán               | B Nacional 2012/13     | 2                | 4-2               | 4-2             |
| 3 | 10/09/12 | Olimpo                | B Nacional 2012/13     | 5                | 1-1               | 1-1             |
| 4 | 22/10/12 | Crucero del Norte     | B Nacional 2012/13     | 11               | 1-0               | 5-0             |
| 5 | 22/10/12 | Crucero del Norte (2) | B Nacional 2012/13     | 11               | 3-0               | 5-0             |
| 6 | 22/10/12 | Crucero del Norte (3) | B Nacional 2012/13     | 11               | 4-0               | 5-0             |
| 7 | 26/10/12 | Ferro Carril Oeste    | B Nacional 2012/13     | 12               | 1-0               | 1-0             |
| 8 | 26/01/13 | Douglas Haig          | Copa Argentina 2012/13 | Etapa preliminar | 1-0               | 3-0             |
| 9 | 11/02/13 | Boca Unidos (2)       | B Nacional 2012/13     | 20               | 1-0               | 1-0             |
| 10 | 02/03/13 | Nueva Chicago         | B Nacional 2012/13     | 23               | 2-0               | 4-0             |
| 11 | 02/03/13 | Nueva Chicago (2)     | B Nacional 2012/13     | 23               | 4-0               | 4-0             |
| 12 | 29/03/13 | Independiente Mza     | B Nacional 2012/13     | 27               | 2-0               | 3-0             |
| 13 | 13/04/13 | Douglas Haig (2)      | B Nacional 2012/13     | 29               | 3-1               | 3-1             |
| 14 | 21/04/13 | Crucero del Norte (4) | B Nacional 2012/13     | 30               | 1-1               | 1-1             |
| 15 | 28/05/13 | Instituto             | B Nacional 2012/13     | 35               | 1-0               | 2-0             |
| 16 | 15/06/13 | Sarmiento (J)         | B Nacional 2012/13     | 38               | 1-0               | 3-0             |
| 17 | 07/09/13 | Atlético Rafaela      | Torneo Inicial 2013    | 6                | 1-2               | 1-2             |
| 18 | 20/10/13 | Olimpo (2)            | Torneo Inicial 2013    | 12               | 2-2               | 2-2             |
| 19 | 25/10/13 | Arsenal               | Torneo Inicial 2013    | 13               | 1-1               | 1-1             |
| 20 | 02/11/13 | Racing                | Torneo Inicial 2013    | 14               | 1-2               | 1-3             |
| 21 | 01/12/13 | Quilmes               | Torneo Inicial 2013    | 18               | 1-0               | 3-2             |
| 22 | 01/12/13 | Quilmes (2)           | Torneo Inicial 2013    | 18               | 2-1               | 3-2             |
| 23 | 16/02/14 | Newell`s              | Torneo Final 2014      | 2                | 3-0               | 3-0             |
| 24 | 28/02/14 | Godoy Cruz            | Torneo Final 2014      | 5                | 2-0               | 2-0             |
| 25 | 26/04/14 | Argentinos Jrs        | Torneo Final 2014      | 16               | 2-0               | 2-0             |
| 26 | 26/02/18 | San Lorenzo           | Superliga 2017/18      | 17               | 1-0               | 1-0             |

## Palmarés

### Títulos nacionales
| Título          | Club                   | País      | Año  |
| --------------- | ---------------------- | --------- | ---- |
| Torneo Apertura | C. A. Estudiantes (BA) | Argentina | 2006 |
| Torneo Reducido | C. A. Estudiantes (BA) | Argentina | 2007 |